# Liste der Bischöfe von Alessandria
Die folgenden Personen waren Bischöfe von Alessandria (Italien):
| 1175      | Arduino                                   |
| 1176–1180 | Ottone                                    |
| 1180–1187 | Uberto                                    |
| 1187–1213 | Ugo Tornielli                             |
| 1213      | Sedisvakanz                               |
| 1235–1280 | Bonifacio                                 |
| 1280–1300 | Ascherio                                  |
| 1300–1321 | Bertolino oder Bartolomeo dal Pozzo       |
| 1321–1347 | Odone Guasco                              |
| 1347–1351 | Antonio Guasco                            |
| 1351–1375 | Francesco dal Pozzo                       |
| 1375–1400 | Franceschino dal Pozzo                    |
| 1400–1405 | Arpino Colli                              |
| 1405–1416 | Bertolino Beccari                         |
| 1417–1432 | Michele Mantegazza                        |
| 1443–1457 | Marco Marinone                            |
| 1458–1478 | Marco de Capitaneis (oder Marco Cattaneo) |
| 1478–1509 | Giovanni Antonio Sangiorgio (Kardinal)    |
| 1509–1517 | Alessandro Guasco                         |
| 1518–1534 | Pallavicino Visconti                      |
| 1534–1565 | Ottaviano Guasco                          |
| 1565–1568 | Girolamo Gallarati                        |
| 1569–1571 | Agostino Baglione                         |
| 1571–1584 | Guarnero Trotti                           |
| 1584–1598 | Ottavio Paravicini (Kardinal)             |
| 1598–1610 | Pietro Giorgio Odescalchi                 |
| 1611–1640 | Erasmo Paravicini                         |
| 1641–1643 | Francesco Visconti                        |
| 1644–1659 | Deodato Scaglia                           |
| 1659–1680 | Carlo Ciceri                              |
| 1680–1694 | Alberto Mugiasca                          |
| 1695–1704 | Carlo Ottaviano Guasco                    |
| 1704–1706 | Filippo Maria Resta                       |
| 1706–1727 | Francesco Arborio Gattinara               |
| 1727–1729 | Carlo Vincenzo Ferreri (Kardinal)         |
| 1730–1743 | Gian Mercurino Antonio Gattinara          |
| 1744–1755 | Giuseppe Alfonso Miroglio                 |
| 1757–1786 | Giuseppe Tomaso de Rossi                  |
| 1788–1794 | Carlo Giuseppe Pistone                    |
| 1796–1803 | Vincenzo Maria Mossi                      |
| 1805–1816 | Gian Crisostomo Villaret                  |
| 1818–1832 | Alessandro d’Angennes                     |
| 1833–1854 | Dionigi Andrea Pasio                      |
| 1867–1872 | Giacomo Antonio Colli                     |
| 1874–1897 | Pietro Giocondo Salvaj                    |
| 1897–1918 | Giuseppe Capecci                          |
| 1918–1921 | Giosuè Signori                            |
| 1922–1945 | Nicolao Milone                            |
| 1945–1964 | Giuseppe Pietro Gagnor, O.P.              |
| 1965–1980 | Giuseppe Almici                           |
| 1980–1989 | Ferdinando Maggioni                       |
| 1989–2007 | Fernando Charrier                         |
| 2007–2011 | Giuseppe Versaldi                         |
| seit 2012 | Guido Gallese                             |